# Suore di Santa Dorotea di Cemmo
Le Suore di Santa Dorotea di Cemmo sono un istituto religioso femminile di diritto pontificio: i membri di questa congregazione, dette Dorotee, pospongono al loro nome la sigla I.S.D.C.

## Storia

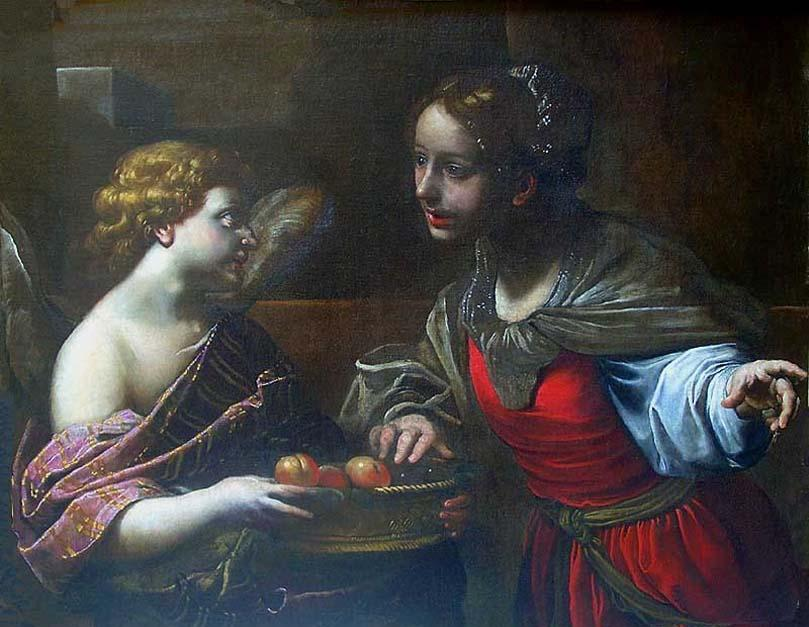
Santa Dorotea, titolare della congregazione, in un dipinto di Alessandro Tiarini

Nel 1821 Erminia Panzerini aprì a Cemmo, presso Capo di Ponte (Brescia), una scuola per fanciulle e nel 1831 ne affidò la direzione ad Annunciata Cocchetti (1800-1882): nel 1842, morta la Panzerini, la Cocchetti si stabilì presso il convento delle Suore Maestre di Santa Dorotea di Venezia per studiarvi il metodo educativo.
Tornata a Cemmo, il 9 ottobre 1842 la Cocchetti diede inizio a una nuova comunità di Dorotee, approvata da Giacomo Maria Corna Pellegrini, vescovo di Brescia, il 5 febbraio 1855.
Il 20 marzo 1934 papa Pio XI concesse il decreto di lode alla congregazione delle Dorotee di Cemmo; le sue costituzioni vennero approvate definitivamente dalla Santa Sede il 10 maggio 1941.
Il 21 aprile 1991 Giovanni Paolo II ha beatificato Annunciata Cocchetti.

## Attività e diffusione
Le Dorotee sono dedite principalmente all'istruzione ed all'educazione cristiana della gioventù.
Oltre che in Italia, sono presenti in America Latina (Argentina, Brasile), Africa (Burundi, Camerun, Repubblica Democratica del Congo); la sede generalizia è a Cemmo di Capo di Ponte.
Al 31 dicembre 2005, la congregazione contava 336 religiose in 59 case.